# Camptotypus spilonota
Camptotypus spilonota là một loài tò vò trong họ Ichneumonidae.